# Auslandsdeutsche
Auslandsdeutsche (česky „Němci žijící v zahraničí“) jsou Němci, jejichž vlast je mimo Spolkovou republiku.